# Матрёнино (Ярославский район)
Матрёнино — деревня в Ярославском районе Ярославской области. Входит в состав Заволжского сельского поселения.

## География
Деревня находится в восточной части Ярославской области, на берегу ручья Матрёнинский, на расстоянии примерно 6 км (по прямой) к северо-востоку от города Ярославль, административного центра района и области.

### Часовой пояс
Деревня Матрёнино, как и вся Ярославская область, находится в часовой зоне МСК (московское время). Смещение применяемого времени относительно UTC составляет +3:00.

## История
В 1859 году в деревне Ярославского уезда Ярославской губернии насчитывалось 13 дворов и проживало 80 человек, в 1898 году — 23 двора.

## Население
| 2007 | 2010 |
| ---- | ---- |
| 0    | →0   |